# Yunaika Crawford
Yunaika Crawford (* 2. November 1982) ist eine kubanische Hammerwerferin.
Die Vizejuniorenweltmeisterin von 1999 scheiterte bei den Leichtathletik-Weltmeisterschaften 2003 in Paris in der Qualifikation. Im Jahr darauf gewann sie mit ihrer Bestweite von 73,16 Metern bei den Olympischen Spielen in Athen die Bronzemedaille hinter Olga Kusenkowa (RUS) und ihrer Landsfrau Yipsi Moreno.
Bei den Weltmeisterschaften 2005 in Helsinki scheiterte sie erneut in der Qualifikation, bei den Weltmeisterschaften 2007 in Osaka belegte sie den zwölften Platz.